# Sinda (Zypern)
Koordinaten: 35° 9′ 33″ N, 33° 41′ 44″ O
Sinda ist eine spätbronzezeitliche befestigte Siedlung auf Zypern. Sie liegt ca. 30 km östlich von Nikosia, an einer Furt des Pedieos (Kanlidere) und kontrollierte vielleicht den Kupfertransport von Idalion und Athienou nach Enkomi. Sie war vermutlich mit einer Doppelmauer umgeben, von der Arne Furumark 1947/48 den inneren Befestigungsring freilegte.

## Datierung
Die Siedlung weist drei Bauphasen auf (Sinda I–III) und datiert in die Phasen Spätzyprisch IIC(2), IIIA(1) und IIIA(2).
Im Bauhorizont Sinda I wurde spätmykenische Keramik der Stufe Späthelladisch (SH) III B gefunden. Die Siedlungen Sinda I und II enden beide in Zerstörungsschichten, die Furumark auf die ersten griechischen Kolonisten (ca. 1230 v. Chr.) und die Seevölker zurückführte. Die Stadt wurde demnach um 1150 v. Chr. verlassen. Paul Åström plädiert wegen der veränderten Chronologie der SH-III-Keramik für eine spätere Datierung.
Chronologie nach Aström:
| Bauschicht | Datierung |
| ---------- | --------- |
| I          | 1190/1180 |
| II         | 1150/1140 |
| III        | 1110/1100 |

Aström führt die Zerstörungen auf Piratenüberfälle oder innerzypriotische Konflikte zurück. Die SH III C1b-Keramik aus Sinda zeigt deutliche Ähnlichkeiten zur sogenannten philistischen Keramik Israels.

## Ausgrabungen
Hans Henning von der Osten (1899–1960) und Arne Furumark (1903–1982) führten hier von 1947 bis 1948 Ausgrabungen durch. Es wurden drei Schnitte geöffnet, der südliche davon am Stadttor, das durch einen Turm und Bastionen geschützt war. Sie blieben bis auf Vorberichte unpubliziert, bis Charles Adelman nach Furumarks Tod 1982 die Unterlagen ordnete, zusammenstellte und 2003 publizierte.